# Ambrose Greenway (4e baron Greenway)
Pour les articles homonymes, voir Greenway.
Ambrose Charles Drexel Greenway, 4e baron Greenway (né le 21 mai 1941) est un photographe et consultant maritime britannique. Il est l'un des 90 pairs héréditaires élus de rester à la Chambre des Lords après l'adoption de la House of Lords Act 1999, siégeant comme crossbencher.

## Biographie
Fils du 3e baron Greenway, il fait ses études au Winchester College. En 1975, il succède à son père et en 1987, il est un jeune frère de Trinity House. De 1994 à 2000, il est président de la Marine Society et de 1995 à 2004 vice-président de la Sail Training Association. Depuis 2003, il est également président du World Ship Trust.
En 2008, il est Commodore du House of Lords Yacht Club .
Depuis 1985, il est marié à Rosalynne Peta Fradgley.

## Travaux
- Soviet Merchant Ships (1976)
- Comecon Merchant Ships (1978)
- A Century of Cross-Channel Passenger Ferries (1981)
- A Century of North Sea Passenger Steamers (1986)
- Cargo Liners: An Illustrated History (2009)